# 王念祖 (光緒進士)
王念祖（?—?），安徽省安慶府太湖縣人，清朝政治人物、進士出身。
光緒九年，登進士。同年五月，改翰林院庶吉士。光緒十六年四月，散館，著以上海县知县即用。1907年，接替方时炯任南汇县知县一职，1908年由洪冀昌接任。